# Koinothrix pequenops
Koinothrix pequenops is een spinnensoort in de taxonomische indeling van de hangmatspinnen (Linyphiidae).
Het dier behoort tot het geslacht Koinothrix. De wetenschappelijke naam van de soort werd voor het eerst geldig gepubliceerd in 1981 door Rudy Jocqué.